# Rancho Seco, Silao de la Victoria
Rancho Seco är en ort i Mexiko.   Den ligger i kommunen Silao de la Victoria och delstaten Guanajuato, i den centrala delen av landet, 290 km nordväst om huvudstaden Mexico City. Rancho Seco ligger 1 842 meter över havet och antalet invånare är 524.
Terrängen runt Rancho Seco är platt åt sydväst, men åt nordost är den kuperad. Runt Rancho Seco är det ganska tätbefolkat, med 222 invånare per kvadratkilometer. Närmaste större samhälle är Silao, 5,4 km söder om Rancho Seco. Trakten runt Rancho Seco består till största delen av jordbruksmark.